# Raymond Daudel
Raymond Daudel (* 2. Februar 1920 in Paris; † 20. Juni 2006 in Ivry-sur-Seine) war ein französischer theoretischer Physikochemiker (Quantenchemie). Er war mit Bernard Pullman ein Pionier der Quantenchemie in Frankreich.

## Leben
Daudel machte 1942 einen Ingenieursabschluss an der Ecole Supérieure de Physique et Chimie Industrielles de la Ville de Paris (ESPCI) und war danach Assistent von Irène Joliot-Curie und des Mediziners Antoine Lacassagne am Pariser Radium-Institut. 1944 wurde er promoviert mit einer Dissertation über chemische Isotopentrennung radioaktiver Elemente, die bei Neutronenbeschuss entstanden. Nach einer Vorlesung von Louis de Broglie wandte er sich der Anwendung der Quantenmechanik in der Chemie zu und gründete mit Unterstützung führender Wissenschaftler (auch von Joliot-Curie, Lacassagne und de Broglie) 1944 das Centre de Chimie Théorique de France (CCTF) mit dem Ziel der Anwendung der Wellenmechanik nicht nur in der Chemie, sondern auch in der Medizin. 1954 wurde daraus das Institut de Mécanique Ondulatoire Appliquée à la Chimie et à la Radioactivité des CNRS und 1957 das Centre de Mécanique Ondulatoire Appliquée (CMOA). Daudel befasste sich dort besonders mit biochemischen Anwendungen. Leitende Wissenschaftler waren in den 1960er Jahren Carl Moser, der sich vor allem mit Quantenchemie kleiner Systeme befasste (er gründete in den 1960er Jahren das Centre Européen de Calcul  Atomique et Moléculaire, CECAM), Roland Lefebvre, der sich mit der Interpretation von NMR-Spektren befasste, und Savo Bratos (Interpretation von Infrarotspektren in flüssiger Phase, er gründete in den 1960er Jahren das Laboratoire de Physique Théorique des Liquides (PTL)). Eine weitere Ausgründung war 1984 das Laboratoire de Dynamique des Interactions Moléculaires (DIM), später das Laboratoire de Chimie Théorique (LCT), gegründet von Marcel Allavena. Das CMOA bestand bis 1984, als die restlichen Mitglieder in das Laboratoire de Chimie Physique (LCP) von Christiane Bonnelle wechselten (nahe dem Institut Curie).
Er ist auch für sein zuerst in den 1950er Jahren erschienenes Lehrbuch der Quantenchemie bekannt (auch in den USA). Er schrieb auch populärwissenschaftliche Bücher, so mit Luc Montagnier über HIV.
Er war Professor an der Sorbonne. 1978 wurde er korrespondierendes Mitglied der Académie des sciences.
Er war einer der Gründer der International Academy of Quantum Molecular Science und Präsident der Europäischen Akademie der Wissenschaften und Künste. 1973 organisierte er den ersten International Congress in Quantum Chemistry in Menton.
Daudel war Offizier der Ehrenlegion, des Ordre national du mérite und des Palmes Académiques. Er war Ehrendoktor in Löwen, Uppsala und Barcelona.
Im Juli 1944 heiratete er die Wissenschaftlerin Pascaline Daudel (geborene Salzedo), die am Institut Curie arbeitete und auch mit ihm veröffentlichte. Sie führte ihn auch in das Bergsteigen ein und weckte sein Interesse für Reisen in exotische Länder und exotische Kunst. Pascaline Daudel starb 1976 an Krebs.

## Schriften
- mit Robert Potier: La chimie théorique et ses rapports avec la théorie corpusculaire moderne, Paris: Hermann 1943
- mit Pascaline Daudel: Atomes, molécules et lumière; Synthèse générale des phénomènes électriques et optiques développée dans le cadre de la nouvelle théorie de la lumière de Louis de Broglie, La Jeune Parque, 1946
- The fundamentals of theoretical chemistry. Wave Mechanics applied to the Study of Atoms and Molecules, Pergamon 1968 (zuerst Gauthier Villars 1956)
- Quantum theory of chemical reactivity, Reidel 1983 (französisches Original Gauthier Villars 1967)
- Electronic structure of molecules : diatomic molecules, small molecules, saturated hydrocarbons, conjugated molecules, molecules of biochemical interest, Pergamon Press, Vieweg 1966
- mit Pascaline Daudel: Chemical carcinogenesis and molecular biology, Wiley 1966
- mit G. Leroy, D. Peeters, M. Sana: Quantum chemistry, Wiley 1983 (erste englische Ausgabe Interscience 1959 mit R. Lefebvre, C. Moser)
- Herausgeber mit anderen: Quantum theory of chemical reactions, Dordrecht: Reidel, 3 Bände, 1980 bis 1982
- Vision moléculaire du Monde, Hachette 1981
- L’Empire des Molécules, Hachette 1991
  - Englische Übersetzung: The realm of molecules, McGraw Hill 1993
- mit Luc Montagnier: Le SIDA (AIDS), Flammarion 1994.